# May Reguera
Maydely Pérez Reguera (Cruces, Cienfuegos 5 de junio de 1990), más conocida como May Reguera, es una actriz, modelo y fotógrafa cubana. 'Máster en PHotoESPAÑA', su trabajo se enmarca en el mundo de la moda y la publicidad, con proyectos que exploran la expresión visual de la identidad y la cultura.
Ha realizado colaboraciones para marcas de diversas partes del mundo y sus fotos han sido parte de publicaciones como Vogue.

## Biografía
May Reguera creció en Cruces, Cienfuegos, un pequeño pueblo el centro de Cuba. Desde pequeña mostró una afinidad por la fotografía, aunque su sueño original era convertirse en bailarina. Sin embargo, los problemas de salud diagnosticados a una edad temprana frustraron sus aspiraciones en la danza, lo que la llevó a encontrar una nueva pasión en el teatro.
Comenzó su camino en un grupo de teatro aficionado, lo que la motivó a estudiar artes escénicas en Santa Clara. Más tarde, se trasladó a La Habana, donde se graduó en la Escuela Nacional de Arte (ENA).
Su tesis de grado se llevó a cabo con la obra Sueño roto, escrita por Maikel Chávez y dirigida por Ariel Bouza con Corina Mestre en la Dirección de actores, en lo que marcó un inicio destacado en su carrera. Tras su paso por la ENA, May Reguera continuó enriqueciendo su carrera actoral con una variedad de producciones.
Entre 2009 y 2013, participó como actriz en talleres de dirección de actores impartidos por Corina Mestre en la Escuela Internacional de Cine y Televisión de San Antonio de los Baños. También realizó estudios de superación en la Compañía Danza-Teatro Retazos, lo que le permitió expandir sus horizontes dentro del mundo de las artes escénicas. En 2016, finalizó su formación en la Universidad de las Artes (ISA),consolidando su preparación académica y profesional.
Comenzó en un grupo de aficionados hasta comenzar sus estudios en artes escénicas en Santa Clara. Más tarde se trasladó a La Habana donde se graduó en la Escuela Nacional de Arte (ENA). Se graduó y prosiguió con su superación de nivel superior, logrando titularse en el Instituto Superior de Arte (ISA).
Aunque ha trabajado en diversos campos, su verdadera presencia en la actuación se ha dado principalmente en el teatro. A lo largo de su carrera, ha sido parte de numerosas producciones teatrales, integrándose a compañías como Teatro Pálpito, Ludi Teatro, Teatro La Perla y Teatro El Público de Carlos Díaz. En el año 2011 estuvo nominada al Premio Adolfo Llauradó por su actuación en la obra Historias con Sombrillas de Maikel Chávez.

## Cine y televisión
May Reguera debutó en televisión en 2009 con el cuento Los asesinos de Ricardo Miguel. Posteriormente, participó en el filme Mi moto y yo (2010), una coproducción entre Cuba y España, y en el corto ¡Off! (2011), dirigido por Ricardo Zambrana en la EICTV de San Antonio de los Baños.
En su trayectoria destaca su personaje de Ivett  en la telenovela Tú, dirigida por Lester Hamlet, y ha realizado participaciones en series como Tras la Huella, el espacio El cuento y cortometrajes de ficción.
Ha incursionado en el cine con la película Gibara (2012), gestada en el Festival de Cine Pobre. Entre 2012 y 2013, trabajó en dos cortos: Ella, dirigido por Héctor David Rosales, y Tarde para Ramón, de Daniel Chile.
Ha interpretado personajes para el cine, en largometrajes como Sharing Stella (Cuba) bajo la dirección de Enrique Álvarez estrenado en la edición 38 del Festival Internacional del Nuevo Cine Latinoamericano, Capgras (2015) , en la coproducción Timeless Havana La imagen del tiempo, dirigida por Jeissy Trompiz. y en el documental Un ropero, una isla, bajo la dirección de Jeannine Diego (México).

## Fotógrafa
Pese a coquetear con la fotografía desde su infancia, no es hasta después de su graduación del ISA que comienza a canalizar sus inquietudes para con este arte, proyectando fotografías que destacaban por su colorido. Su desempeño le propició empezar a trabajar para la Revista Garbos (Cuba), donde inicia su recorrido profesional como artista de la fotografía. A finales de 2017 se independiza, dando paso al surgimiento de su proyecto MY Studio/ MY Reguera Studio, actualmente denominado MYMYCreativas..
“Desde niña me hacía retratos y en algún punto donde la actuación se volvió estresante decidí moverme. Tenía una cámara y empecé a hacer cosas con amigas actrices que también tenían insatisfacciones y tiempo libre. Así salió mi primera exposición, Telón, una serie de retratos que hice explorando personajes de la mitología griega”.
Ha trabajado para firmas como EkletFashion (Italia), Alas olas (México), Envídiame (Brasil), Coeurgrenadine Modeethique (Francia), Sunny Tales Swimwear (Grecia), Clandestina (Cuba), Guido & Pavel (España/Cuba) o Gaya Novias (Cuba) y ha fotografiado a  personalidades del arte y la cultura como Eme Alfonso, Jorge Perugorria, Dayme Arocena, Luis Alberto García, Cucu Diamantes, Haydeé Milanes, Cimafunk, Susana Pous, Kaleb Casas, Yuliet Cruz, Corina Mestres, Fernando Echavarria y Veronica Lynn, por citar algunos. Su obra ha sido parte de diversas publicaciones como Oncuba Magazine, Cache Cubano, Vistar Magazine y Vogue.
Reguera es parte importante de una generación de jóvenes emprendedores que han revolucionado contextos con sus formas de hacer dentro de la isla. A través de su trabajo,  ha abordado de manera profunda y personal los complejos procesos emocionales y físicos que implica la maternidad, especialmente la lactancia materna, un tema que es central en su vida y su arte. Su exposición Vida es un claro ejemplo de su activismo, donde reúne imágenes de mujeres diversas y sus testimonios sobre el proceso de lactancia, creando un espacio de visibilidad para las realidades no idealizadas que suelen ser invisibilizadas o minimizadas.
Ha mostrado su experiencia a nivel internacional, por ejemplo, en Argentina (2018), donde estuvo invitada a un intercambio cultural entre artistas y emprendedores de la Isla con sus homólogos argentinos y también viajó a los Estados Unidos en 2019 para el evento Creativas, un espacio que fomenta el diálogo entre cubanos y cubanas de ambas orillas.En el 2024 formó parte del programa del programa Transcultura de la UNESCO , que eligió a 15 jóvenes fotógrafos de 7 países del Caribe para exhibir su trabajo en la XVII edición del Festival Internacional de Fotografía y Artes Visuales PHotoESPAÑA .

May Reguera amplió su formación académica al obtener el título de 'Máster en Fotografía', otorgado por el programa PHotoESPAÑA. Este máster le proporcionó una perspectiva actualizada sobre los diversos enfoques de la producción de la imagen, la relación de la fotografía con los espacios físicos y virtuales, y las tendencias curaduriales contemporáneas.
“Hoy cierro un ciclo. Hoy por primera vez la autodidacta puede decir que es 'Máster en Fotografía'. Este viaje ha sido mucho más que estudiar fotografía; ha sido un año desafiante y revelador"- dijo.

## Exposiciones

### Individuales
| Año       | Expo                 | Detalles                                                                                                 | Notas |
| 2024      | Ceiba                | Hotel Senator Central Park                                                                               | Semana de la Moda Hispana, Valencia, España. |
| 2022      | Vida #latribu"       | Habana Espacios Creativos Centro de Desarrollo de las Artes Visuales                                     | El intercambio de experiencias, emociones, miedos, inquietudes, mitos de la maternidad. Colofón para un ensayo fotográfico. |
| 2019      | Libre (#libre)       | Personal/ Fototeca de Cuba                                                                               | Muestra de 100 retratos donde se combinan los rostros de la feminidad, la niñez y el carácter varonil. Un laberinto de torsos desnudos que muestran la belleza más allá de los estereotipos o el “qué dirán” dentro del que se sustenta la sociedad cubana actual. |
| 2019      | Paisajes(#paisaje)   | Personal/ Galería El Artista                                                                             | Expo basada en cuerpos que forman esos tipos de horizontes. |
| 2018      | Amar y ya (#Amar&Ya) | Personal / Estudio 50                                                                                    | 28 piezas que se alejan de esos looks viciados que todos tenemos grabados en la retina. #Amar&Ya repasa las creaciones de diseñadores cubanos como Pavel y Guido, Rosana Vargas, Lourdes Trigo, Mayelín Guevara, Vladimir Cuenca, entre otros.                     |
| 2016-2017 | Telón                | Personal/ Galería Servando Cabrera También expuesta en la Pared Negra de la Fábrica de Arte Cubano (FAC) | Retratos de actrices interpretando personajes de la mitología griega, recreando luz maquillaje teatral. |

### Colectivas
| Año  | Expo                                         | Detalles                                     | Notas |
| 2024 | Alineaciones al límite                       | Bienal de La Habana                          | La muestra trata de expresar cómo estas disímiles artistas conciben el papel de la mujer en todos los ámbitos, cómo la cooperación entre ellas puede posibilitar su acceso y qué papel juega en todo esto el arte, especialmente como facilitador. |
| 2023 | Mujeres en Iberoamérica                      | Centro Internacional de Viena                | Miradas fotográficas para un nuevo siglo |
| 2023 | Habana, un alma palpable                     | Salón blanco, Convento San Francisco de Asís | |
| 2023 | Encrucijadas colectiva                       |                                              | 1 Jornada Cubana por el Día Internacional de la Mujer Afrolatina, Afrocaribeña y de la Diáspora |
| 2022 | Le monde vu par les femmes d’Amérique latine | Galerie Rivoli                               | París, Francia. |
| 2020 | Desde otra óptica                            | Galería del Palacio de Lombillo              | Bienal de La Habana 2020, La Habana, Cuba |
| 2020 | Dos                                          | Colectiva/ Guanábana Mecánica                | Las individualidades y potencialidades estéticas de la gemelaridad, a partir de un acercamiento multi-angular, cargado de matices, conforman el eje sobre el cual giran las obras . |
| 2020 | Siente                                       | Colectiva / Guanábana Mecánica               | Proyecto colectivo donde convergen las artes visuales y la música, este pretende sumergir al espectador en una atmósfera sinestésica a través del color y la música como principales vehículos para disfrutar de esta experiencia. Artistas: Jorge Hernández / Ira Kononenko/ Ailen Maleta / Aaron R. Moreno/ Danay Nápoles / Yinet Pereira/ Alberto Rambaudi / May Reguera / Bryan J. Romero / Somnio / Carlos Vilá / Cesar Vilá/ Ronald Vill. |
| 2020 | #re@cciones                                  | Colectiva/ Galería del Pabellón Cuba         | Exposición colectiva de retratos. |
| 2020 | Asimétrica                                   | Colectiva/ Galería René Portocarrero         | Exhibición de Joyería Escultórica |
| 2020 | Cuba: Identity and Difference                | Colectiva/ Palacio de Zenobio                | Muestra de Arte contemporáneo cubano en el marco de la Bienal de Venecia. |
| 2020 | La pauta que conecta                         | Colectiva/ FAC                               | En el marco de XIII Bienal de La Habana |
| 2018 | Conexiones                                   | Colectiva/ Factoría Habana                   | |